# District (Allemagne)
Pour les districts (Bezirke) de l'ancienne RDA, voir Districts en République démocratique allemande.
 (janvier 2023).
Si vous disposez d'ouvrages ou d'articles de référence ou si vous connaissez des sites web de qualité traitant du thème abordé ici, merci de compléter l'article en donnant les références utiles à sa vérifiabilité et en les liant à la section « Notes et références ».

Les Regierungsbezirke allemands en 2008 (comportant aussi les Regierungsbezirke entretemps dissous de la Basse-Saxe, de la Rhénanie-Palatinat, de la Saxe et de la Saxe-Anhalt).

Le district gouvernemental ou district administratif (en allemand : Regierungsbezirk) est une circonscription administrative de certains Länder de l'Allemagne. Dans la hiérarchie administrative de ces Länder, il est la plus grande circonscription administrative, directement soumis au gouvernement du Land. À la différence des circonscriptions administratives plus petites — les arrondissements et communes —, il n'est pas une collectivité territoriale ou personne morale, mais une pure circonscription de l'administration territoriale du Land, placé sous l'autorité d'un fonctionnaire appelé Regierungspräsident.

## Histoire
L'appellation Regierungsbezirk pour une telle circonscription procède de la terminologie administrative de la Prusse, où les Regierungsbezirke étaient pourtant des subdivisions des provinces (Provinzen) et les Regierungspräsidenten étaient subordonnés à l'autorité des Oberpräsidenten de ces provinces.
À l'époque du Troisième Reich, dans le cours de l'extension de la terminologie administrative prussienne aux autres États allemands désormais démunis d'autonomie politique, le terme Regierungsbezirk fut substitué aux désignations des circonscriptions administratives de taille similaire des autres États, surtout à celle des Kreise (« arrondissements ») de la Bavière (ne pas à confondre avec les Kreise ou Landkreise plus petits de la Prusse et d'aujourd'hui).
Après la Seconde Guerre mondiale, le terme Regierungsbezirk fut retenu pour les circonscriptions administratives du plus haut niveau dans six des dix Länder de la République fédérale d'Allemagne, dans la plupart des cas successeures des antérieurs Regierungsbezirke prussiens ou Kreise bavarois. Au moment de la réunification allemande, des Regierungsbezirke furent aussi introduits dans deux des cinq nouveaux Länder de l'ancienne RDA. Pendant les vingt dernières années[Quand ?], ils ont cependant été abolis dans quatre des huit Länder où ils existaient auparavant (Basse-Saxe, Rhénanie-Palatinat, Saxe et Saxe-Anhalt), n'étant conservés que dans les quatre autres (Bade-Wurtemberg, Bavière, Hesse, Rhénanie-du-Nord-Westphalie).

## Les districts actuels
Actuellement, 4 des 16 Länder sont divisés en districts administratifs, dont le nombre total arrive à 19. À l'exception de ceux de la Bavière, les districts portent le nom du chef-lieu.

### Bade-Wurtemberg
- district de Fribourg-en-Brisgau
- district de Karlsruhe
- district de Stuttgart
- district de Tübingen

### Bavière
- District de Basse-Bavière (Niederbayern) (chef-lieu : Landshut)
- District de Basse-Franconie (Unterfranken) (chef-lieu : Wurtzbourg)
- District de Haute-Bavière (Oberbayern) (chef-lieu : Munich)
- District de Haute-Franconie (Oberfranken) (chef-lieu : Bayreuth)
- District du Haut-Palatinat (Oberpfalz) (chef-lieu : Ratisbonne)
- District de Moyenne-Franconie (Mittelfranken) (chef-lieu : Ansbach)
- District de Souabe (Schwaben) (chef-lieu : Augsbourg)

À différence de l'organisation dans les autres États, les districts de la Bavière sont d'une double nature : en parallèle avec chaque Regierungsbezirk (circonscription administrative du gouvernement de l'État), il existe une collectivité territoriale recouvrant le même territoire, appelée simplement Bezirk, possédant une assemblée délibérante élue au suffrage universel direct (Bezirkstag) et un comité exécutif (Bezirksausschuss).

### Hesse
- district de Cassel (Kassel)
- district de Darmstadt
- district de Giessen

### Rhénanie-du-Nord-Westphalie
- district de Arnsberg
- district de Cologne (Köln)
- district de Detmold
- district de Düsseldorf
- district de Münster

### Rhénanie-Palatinat
En Rhénanie-Palatinat, les Regierungsbezirke, qui étaient au nombre de cinq pendant une première époque et au nombre de trois plus tard, ont été formellement abolis comme circonscriptions administratives du gouvernement de l'état. Pourtant, coïncidant avec le territoire du District gouvernemental du Palatinat (Regierungsbezirk Pfalz) de la première époque, remontant à un ancien Kreis bavarois, il existe une collectivité territoriale du type des Bezirke de la Bavière, appelée Bezirksverband Pfalz, administrée par une assemblée élue à suffrage universel appelée Bezirkstag.

## Districts actuels et anciens
| Nom | Chef-lieu                                                  | Statut                                                                                       | Création                | Suppression                                       | Province(s) | Ancien État                                           | État actuel                                                                      |
| --- | ---------------------------------------------------------- | -------------------------------------------------------------------------------------------- | ----------------------- | ------------------------------------------------- | --- | ----------------------------------------------------- | -------------------------------------------------------------------------------- |
| Aix-la-Chapelle (Aachen)                                                                                    | Aix-la-Chapelle (Aachen)                                   | Regierungsbezirk                                                                             | 1816                    | 1972                                              | Clèves-Berg (Kleve-Berg) Grand-duché du Bas-Rhin (Großherzogtum Niederrhein) Province de Rhénanie (Rheinprovinz)                             | Prusse (Preußen)                                      | Rhénanie-du-Nord—Westphalie (Nordrhein-Westfalen) et Cantons de l'Est (Belgique) |
| Allenstein                                                                                                  | Allenstein (aujourd'hui : Olsztyn)                         | Regierungsbezirk                                                                             | 1905                    | 1945                                              | Prusse-Orientale (Ostpreußen) | Prusse (Preußen)                                      | Pologne                                                                          |
| Arnsberg | Arnsberg                                                   | Regierungsbezirk                                                                             | 1815                    | existant                                          | Westphalie (Westfalen) | Prusse (Preußen)                                      | Rhénanie-du-Nord—Westphalie                                                      |
| Aurich | Aurich                                                     | Regierungsbezirk (landdrostat jusqu'en 1885)                                                 | 1823                    | 1978                                              | Hanovre (Hannover) | Prusse (Preußen)                                      | Basse-Saxe (Niedersachsen)                                                       |
| Aussig | Aussig (aujourd'hui : Ústí nad Labem)                      | Regierungsbezirk                                                                             |                         |                                                   | | Sudètes (Sudetenland)                                 |                                                                                  |
| Basse-Alsace (Unterelsaß)                                                                                   | Straßburg im Elsaß (aujourd'hui : Strasbourg)              | Bezirk                                                                                       | 1871                    | 1918                                              | | Alsace-Lorraine (Elsaß-Lothringen)                    | France                                                                           |
| Basse-Bavière (Niederbayern)                                                                                | Landshut                                                   | Regierungsbezirk (Kreis [cercle]) et Bezirk                                                  | 1838 (1954)             | 1932 (existant)                                   | | Bavière (Bayern)                                      | Bavière                                                                          |
| Basse-Bavière et Haut-Palatinat (Niederbayern und Oberpfalz)                                                | Ratisbonne (Regensburg )                                   | Regierungsbezirk (Kreis [cercle]) et Bezirk                                                  | 1932                    | 1954                                              | | Bavière (Bayern)                                      | Bavière                                                                          |
| Basse-Franconie (Unterfranken) Basse-Franconie et Aschaffenbourg [1838-1938], Franconie du Main [1938-1946] | Wurzbourg (Würzburg)                                       | Regierungsbezirk (Kreis [cercle]) et Bezirk                                                  | 1838                    | existant                                          | | Bavière (Bayern)                                      | Bavière                                                                          |
| Bautzen | Bautzen                                                    | Capitainerie supérieure (Kreishauptmannschaft)                                               |                         | 1932                                              | | Saxe (Sachsen)                                        | Saxe                                                                             |
| Berlin | Berlin                                                     | Regierungsbezirk                                                                             | 1816                    | 1821                                              | Brandebourg (Brandenburg) | Prusse (Preußen)                                      | Berlin                                                                           |
| Breslau | Breslau (aujourd'hui : Wrocław)                            | Regierungsbezirk                                                                             | 1813                    | 1945                                              | Silésie (Schlesien) Basse-Silésie (Niederschlesien)                                                                                          | Prusse (Preußen)                                      | Pologne                                                                          |
| Bromberg | Bromberg (aujourd'hui : Bydgoszcz)                         | Regierungsbezirk                                                                             | 1815                    | 1919                                              | Grand-duché de Posen (Großherzogtums Posen) Posnanie (Posen)                                                                                 | Prusse (Preußen)                                      | Pologne                                                                          |
| Brunswick (Braunschweig)                                                                                    | Brunswick (Braunschweig)                                   | Verwaltungsbezirk                                                                            | 1946                    | 1978                                              | |                                                       | Basse-Saxe (Niedersachsen)                                                       |
| Brunswick (Braunschweig)                                                                                    | Brunswick (Braunschweig)                                   | Regierungsbezirk                                                                             | 1978                    | 2004                                              | |                                                       | Basse-Saxe (Niedersachsen)                                                       |
| Cassel (Cassel, depuis 1926 Kassel)                                                                         | Cassel (Cassel, puis Kassel)                               | Regierungsbezirk                                                                             | 1866                    | existant                                          | Hesse-Nassau (Hessen-Nassau) Province de Hesse                                                                                               | Prusse (Preußen)                                      | Hesse                                                                            |
| Chemnitz | Chemnitz                                                   | Direktionsbezirk (jusqu'en 2008 Regierungsbezirk)                                            | 1991                    | 2012                                              | | Saxe (Sachsen)                                        | Saxe (Sachsen)                                                                   |
| Clèves (Cleve, puis Kleve)                                                                                  | Clèves (Cleve, puis Kleve)                                 | Regierungsbezirk                                                                             | 1815                    | 1822                                              | Clèves-Berg (Kleve-Berg) Juliers-Clèves-Berg (Jülich-Kleve-Berg) Province de Rhénanie (Rheinprovinz)                                         | Prusse (Preußen)                                      | Rhénanie-du-Nord—Westphalie                                                      |
| Coblence (Coblenz, puis Koblenz)                                                                            | Coblence (Coblenz, puis Koblenz)                           | Regierungsbezirk                                                                             | 1815                    | 1999                                              | Grand-duché du Bas-Rhin (Großherzogtum Niederrhein) Juliers-Clèves-Berg (Jülich-Kleve-Berg) Province de Rhénanie (Rheinprovinz)              | Prusse (Preußen)                                      | Rhénanie-Palatinat (Rheinland-Pfalz)                                             |
| Cologne (Cöln, puis Köln)                                                                                   | Cologne (Cöln, puis Köln)                                  | Regierungsbezirk                                                                             | 1815                    | existant                                          | Grand-duché du Bas-Rhin (Großherzogtum Niederrhein) Clèves-Berg (Kleve-Berg) Province de Rhénanie (Rheinprovinz)                             | Prusse (Preußen)                                      | Rhénanie-du-Nord—Westphalie                                                      |
| Constance (Konstanz)                                                                                        | Constance (Konstanz)                                       | Commissariat (Landeskommissärbezirk)                                                         | 1er octobre 1864        |                                                   | | Bade (Baden)                                          | Bade-Wurtemberg                                                                  |
| Cöslin (Cöslin, puis Köslin)                                                                                | Cöslin (Cöslin, puis Köslin ; aujourd'hui : Koszalin)      | Regierungsbezirk                                                                             | 1816                    | 1945                                              | Poméranie (Pommern) | Prusse (Preußen)                                      | Pologne                                                                          |
| Dantzig | Danzig (aujourd'hui : Gdańsk)                              | Regierungsbezirk                                                                             | 1815                    | 1920                                              | Prusse-Occidentale (Westpreußen) Prusse (Preußen) Prusse-Occidentale (Westpreußen)                                                           | Prusse (Preußen)                                      | Pologne                                                                          |
| Darmstadt                                                                                                   | Darmstadt                                                  | Regierungsbezirk                                                                             | 31 juillet 1848 et 1945 | 12 mai 1852 et existant                           | Starkenbourg (Starkenburg) | Grand-duché de Hesse Hesse (Hessen)                   | Hesse                                                                            |
| Dessau | Dessau (Saxe-Anhalt)Dessau                                 | Regierungsbezirk                                                                             | 1990                    | 2003                                              | |                                                       | Saxe-Anhalt (Sachsen-Anhalt)                                                     |
| Dresde (Dresden)                                                                                            | Dresde (Dresden)                                           | Direktionsbezirk (jusqu'en 2008 Regierungsbezirk)                                            | 1991                    | 2012                                              | | Saxe (Sachsen)                                        | Saxe (Sachsen)                                                                   |
| Dresde (Dresden)                                                                                            | Dresde (Dresden)                                           | Capitainerie supérieure (Kreishauptmannschaft; jusqu'en 1873 Kreisdirektion, i.e. direction) | 1835                    | 1932                                              | | Saxe (Sachsen)                                        | Saxe (Sachsen)                                                                   |
| Dresde-Bautzen (Dresden-Bautzen)                                                                            | Dresde (Dresden)                                           | Regierungsbezirk (jusqu'en 1939 Kreishauptmannschaft [Capitainerie supérieure])              | 1932                    | 1945                                              | | Saxe (Sachsen)                                        | Saxe (Sachsen)                                                                   |
| Dusseldorf (Düsseldorf)                                                                                     | Dusseldorf (Düsseldorf)                                    | Regierungsbezirk                                                                             | 1815                    | existant                                          | Clèves-Berg (Kleve-Berg) Juliers-Clèves-Berg (Jülich-Kleve-Berg) Province de Rhénanie (Rheinprovinz)                                         | Prusse (Preußen)                                      | Rhénanie-du-Nord—Westphalie                                                      |
| Eger | Karlsbad (aujourd'hui : Karlovy Vary)                      | Regierungsbezirk                                                                             |                         |                                                   | | Sudètes (Sudetenland)                                 |                                                                                  |
| Erfurt | Erfurt                                                     | Regierungsbezirk                                                                             | 1816                    | 1945                                              | Saxe (Sachsen) | Prusse (Preußen)                                      | Thuringe                                                                         |
| Francfort (Frankfurt)                                                                                       | Francfort-sur-l'Oder (Frankfurt an der Oder)               | Regierungsbezirk                                                                             | 1815                    | 1945                                              | Brandebourg (Brandenburg) | Prusse (Preußen)                                      | Pologne et Brandebourg                                                           |
| Fribourg (Freiburg)                                                                                         | Fribourg-en-Brisgau (Freiburg im Breisgau)                 | Commissariat (Landeskommissärbezirk)                                                         | 1er octobre 1864        |                                                   | | Bade (Baden)                                          | Bade-Wurtemberg                                                                  |
| Galicie (Galizien)                                                                                          |                                                            | District (Distrikt)                                                                          |                         |                                                   | | Gouvernement général (Generalgouvernement)            |                                                                                  |
| Giessen (Gießen)                                                                                            | Giessen (Gießen)                                           | Regierungsbezirk                                                                             | 31 juillet 1848 et 1981 | 12 mai 1852                                       | Haute-Hesse (Oberhessen) | Grand-duché de Hesse (Ghztm Hessen) Hesse             | Hesse                                                                            |
| Gumbinnen                                                                                                   | Gumbinnen (aujourd'hui : Goussev)                          | Regierungsbezirk                                                                             | 1808                    | 1945                                              | Prusse-Orientale (Ostpreußen) | Prusse (Preußen)                                      | Lituanie, Pologne et Russie                                                      |
| Halle | Halle-sur-Saale                                            | Regierungsbezirk                                                                             | 1945, et 1990           | 1925, et 2003                                     | Halle-Mersebourg (Halle-Merseburg) | Prusse (Preußen) Saxe-Anhalt                          | Saxe-Anhalt (Sachsen-Anhalt)                                                     |
| Hanovre (Hannover)                                                                                          | Hanovre (Hannover)                                         | Regierungsbezirk (landdrostat jusqu'en 1885)                                                 | 1823                    | 2004                                              | Hanovre (Hannover) | Prusse (Preußen)                                      | Basse-Saxe (Niedersachsen)                                                       |
| Haute-Alsace (Oberelsaß)                                                                                    | Colmar                                                     | Bezirk                                                                                       | 1871                    | 1918                                              | | Alsace-Lorraine (Elsaß-Lothringen)                    | France                                                                           |
| Haute-Bavière (Oberbayern)                                                                                  | Munich (München)                                           | Regierungsbezirk (Kreis [cercle]) et Bezirk                                                  | 1838                    | existant                                          | | Bavière (Bayern)                                      | Bavière                                                                          |
| Haute-Franconie (Oberfranken)                                                                               | Bayreuth                                                   | Regierungsbezirk (Kreis [cercle]) et Bezirk                                                  | 1838 (1948)             | 1933 (existant)                                   | | Bavière (Bayern)                                      | Bavière                                                                          |
| Haute- et Moyenne-Franconie (Oberfranken und Mittelfranken)                                                 | Ansbach                                                    | Regierungsbezirk (Kreis [cercle]) et Bezirk                                                  | 1933                    | 1948                                              | | Bavière (Bayern)                                      | Bavière                                                                          |
| Haut-Palatinat (Oberpfalz) Haut-Palatinat et Ratisbonne [1838-1932]                                         | Ratisbonne (Regensburg )                                   | Regierungsbezirk (Kreis [cercle]) et Bezirk                                                  | 1838 (1954)             | 1932 (existant)                                   | | Bavière (Bayern)                                      | Bavière                                                                          |
| Hesse-Rhénane (Rheinhessen)                                                                                 | Mayence (Mainz)                                            | Regierungsbezirk                                                                             | 1946                    | 1968                                              | |                                                       | Rhénanie-Palatinat (Rheinland-Pfalz)                                             |
| Hesse rhénane et Palatinat (Rheinhessen-Pfalz)                                                              | Neustadt                                                   | Regierungsbezirk                                                                             | 1968                    | 1999                                              | |                                                       | Rhénanie-Palatinat (Rheinland-Pfalz)                                             |
| Hildesheim                                                                                                  | Hildesheim                                                 | Regierungsbezirk (landdrostat jusqu'en 1885)                                                 | 1823                    | 1978                                              | Hanovre (Hannover) | Prusse (Preußen)                                      | Basse-Saxe (Niedersachsen)                                                       |
| Hohensalza                                                                                                  | Hohensalza (aujourd'hui : Inowrocław)                      | Regierungsbezirk                                                                             |                         |                                                   | | Wartheland                                            |                                                                                  |
| Holstein | Kiel                                                       | Regierungsbezirk                                                                             | 1867                    | 1868                                              | Schleswig-Holstein (Schleswig-Holstein) | Prusse (Preußen)                                      | Schleswig-Holstein et Hambourg                                                   |
| Kalisch | Kalisch (aujourd'hui : Kalisz)                             | Regierungsbezirk                                                                             |                         |                                                   | | Wartheland                                            |                                                                                  |
| Karlsruhe                                                                                                   | Karlsruhe                                                  | Commissariat (Landeskommissärbezirk)                                                         | 1er octobre 1864        |                                                   | | Bade (Baden)                                          | Bade-Wurtemberg                                                                  |
| Karlsruhe                                                                                                   | Karlsruhe                                                  | Regierungsbezirk                                                                             | 1952                    | existant                                          | | Bade-Wurtemberg                                       |                                                                                  |
| Katowice (Kattowitz)                                                                                        | Katowice (Kattowitz)                                       | Regierungsbezirk                                                                             |                         |                                                   | Silésie (Schlesien) Haute-Silésie (Oberschlesien)                                                                                            | Prusse (Preußen)                                      |                                                                                  |
| Königsberg                                                                                                  | Königsberg (aujourd'hui : Kaliningrad)                     | Regierungsbezirk                                                                             | 1815                    | 1945                                              | Prusse-Orientale (Ostpreußen) | Prusse (Preußen)                                      | Lituanie, Pologne et Russie                                                      |
| Cracovie (Krakau)                                                                                           | Cracovie (Krakau ; aujourd'hui : Kraków)                   | District (Distrikt)                                                                          |                         |                                                   | | Gouvernement général (Generalgouvernement)            |                                                                                  |
| Leipzig | Leipzig                                                    | Direktionsbezirk (jusqu'en 2008 Regierungsbezirk)                                            | 1991                    | 2012                                              | | Saxe (Sachsen)                                        | Saxe (Sachsen)                                                                   |
| Liegnitz | Liegnitz (aujourd'hui : Legnica)                           | Regierungsbezirk                                                                             | 1813                    | 1945                                              | Silésie (Schlesien) Basse-Silésie (Niederschlesien)                                                                                          | Prusse (Preußen)                                      | Pologne et Saxe                                                                  |
| Litzmannstadt                                                                                               | Litzmannstadt (aujourd'hui : Łódź)                         | Regierungsbezirk                                                                             |                         |                                                   | | Wartheland                                            |                                                                                  |
| Lorraine (Lothringen)                                                                                       | Metz                                                       | Bezirk                                                                                       | 1871                    | 1918                                              | | Alsace-Lorraine (Elsaß-Lothringen)                    | France                                                                           |
| Lublin | Lublin                                                     | District (Distrikt)                                                                          |                         |                                                   | | Gouvernement général (Generalgouvernement)            |                                                                                  |
| Lunebourg (Lüneburg)                                                                                        | Lunebourg (Lüneburg)                                       | Regierungsbezirk (landdrostat jusqu'en 1885)                                                 | 1823                    | 2004                                              | Hanovre (Hannover) | Prusse (Preußen)                                      | Basse-Saxe et Hambourg                                                           |
| Magdebourg (Magdeburg)                                                                                      | Magdebourg (Magdeburg)                                     | Regierungsbezirk                                                                             | 1815, 1945 et 1990      | 1944, 1952 et 2003                                | Saxe (Provinz Sachsen) Magdebourg (Magdeburg)                                                                                                | Prusse (Preußen) Saxe-Anhalt                          | Saxe-Anhalt (Sachsen-Anhalt)                                                     |
| Mannheim | Mannheim                                                   | Commissariat (Landeskommissärbezirk)                                                         | 1er octobre 1864        |                                                   | | Bade (Baden)                                          |                                                                                  |
| Marche frontalière de Posnanie-Prusse-Occidentale (Grenzmark Posen-Westpreußen)                             | Schneidemühl (aujourd'hui : Piła)                          | Regierungsbezirk                                                                             | 1938                    | 1945                                              | Poméranie (Pommern) | Prusse (Preußen)                                      | Pologne                                                                          |
| Marienwerder                                                                                                | Marienwerder-en-Prusse-occidentale (aujourd'hui : Kwidzyn) | Regierungsbezirk                                                                             | 1815, et 1939           | 1922, et 1945                                     | Prusse-Occidentale (Westpreußen) | Prusse (Preußen) Reichsgau Dantzic—Prusse-occidentale | Pologne                                                                          |
| Mersebourg (Merseburg)                                                                                      | Mersebourg (Merseburg)                                     | Regierungsbezirk                                                                             | 1815                    | 1944                                              | Saxe (Sachsen) Halle-Mersebourg (Halle-Merseburg)                                                                                            | Prusse (Preußen)                                      | Saxe-Anhalt et Thuringe                                                          |
| Minden | Minden                                                     | Regierungsbezirk                                                                             | 1817                    | 1947                                              | Westphalie (Westfalen) | Prusse (Preußen)                                      | Rhénanie-du-Nord—Westphalie (Nordrhein-Westfalen)                                |
| Montabaur                                                                                                   | Montabaur                                                  | Regierungsbezirk                                                                             | 1946                    | 1968                                              | |                                                       | Rhénanie-Palatinat (Rheinland-Pfalz)                                             |
| Moyenne-Franconie (Mittelfranken)                                                                           | Ansbach                                                    | Regierungsbezirk (Kreis [cercle]) et Bezirk                                                  | 1838 (1948)             | 1933 (existant)                                   | | Bavière (Bayern)                                      | Bavière                                                                          |
| Munster (Münster)                                                                                           | Munster-en-Westphalie (Münster in Westfalen)               | Regierungsbezirk                                                                             | 1815                    | existant                                          | Westphalie (Westfalen) | Prusse (Preußen)                                      | Rhénanie-du-Nord—Westphalie                                                      |
| Oldenbourg (Oldenburg)                                                                                      | Oldenbourg-en-Oldenbourg (Oldenburg in Oldenburg)          | Verwaltungsbezirk                                                                            | 1946                    | 1978                                              | |                                                       | Basse-Saxe (Niedersachsen)                                                       |
| Oppeln | Oppeln (aujourd'hui : Opole)                               | Regierungsbezirk                                                                             | 1813                    | 1945                                              | Silésie (Schlesien) Haute-Silésie (Oberschlesien)                                                                                            | Prusse (Preußen)                                      | Pologne et République tchèque                                                    |
| Osnabrück                                                                                                   | Osnabrück (Osnabrück)                                      | Regierungsbezirk (landdrostat jusqu'en 1885)                                                 | 1823                    | 1978                                              | Hanovre (Hannover) | Prusse (Preußen)                                      | Basse-Saxe (Niedersachsen)                                                       |
| Palatinat (Pfalz)                                                                                           | Spire (Speyer), puis Neustadt                              | Regierungsbezirk (Kreis [cercle]) et Bezirksverband                                          | 1838                    | 1968 (Regierungsbezirk) existant (Bezirksverband) | | Bavière (Bayern)                                      | Rhénanie-Palatinat et Sarre (land)                                               |
| Posen | Posen (aujourd'hui : Poznań)                               | Regierungsbezirk                                                                             | 1815                    | 1918                                              | Grand-duché de Posen (Großherzogtum Posen) Posnanie (Posen)                                                                                  | Prusse (Preußen)                                      | Pologne                                                                          |
| Potsdam | Potsdam                                                    | Regierungsbezirk                                                                             | 1815                    | 1945                                              | Brandebourg (Brandenburg) | Prusse (Preußen)                                      | Brandebourg                                                                      |
| Prusse-Occidentale (Westpreußen) Marienwerder-en-Prusse-occidentale (aujourd'hui : Kwidzyn)                 | Regierungsbezirk                                           | 1922                                                                                         | 1939                    | Prusse-Orientale (Ostpreußen)                     | Prusse (Preußen) | Pologne                                               |                                                                                  |
| Radom | Radom                                                      | District (Distrikt)                                                                          |                         |                                                   | | Gouvernement général (Generalgouvernement)            |                                                                                  |
| Reichenbach                                                                                                 | Reichenbach (aujourd'hui : Dzierżoniów)                    | Regierungsbezirk                                                                             |                         |                                                   | Silésie (Schlesien) | Prusse (Preußen)                                      |                                                                                  |
| Schleswig                                                                                                   | Schleswig                                                  | Regierungsbezirk                                                                             | 1867                    | 1946                                              | Schleswig-Holstein (Schleswig-Holstein) | Prusse (Preußen)                                      | Schleswig-Holstein, Schleswig-du-Nord danois et Hambourg                         |
| Schneidemühl                                                                                                | Schneidemühl (aujourd'hui : Piła)                          | Regierungsbezirk                                                                             | 1922                    | 1938                                              | Posnanie—Prusse-Occidentale (Grenzmark Posen-Westpreußen)                                                                                    | Prusse (Preußen)                                      | Pologne                                                                          |
| Sigmaringen                                                                                                 | Sigmaringen (Sigmaringen)                                  | Regierungsbezirk                                                                             | 1850                    | 1945                                              | Province de Rhénanie (Rheinprovinz) Pays de Hohenzollern (Hohenzollernsche Lande, puis Hohenzollerische Lande) Haute-Silésie (Oberschlesien) | Prusse (Preußen)                                      | Bade-Wurtemberg                                                                  |
| Souabe (Schwaben) Souabe et Neubourg [1838-1938]                                                            | Augsbourg (Augsburg)                                       | Regierungsbezirk (Kreis [cercle]) et Bezirk                                                  | 1838                    | existant                                          | | Bavière (Bayern)                                      | Bavière                                                                          |
| Stade | Stade                                                      | Regierungsbezirk (landdrostat jusqu'en 1885)                                                 | 1823                    | 1978                                              | Hanovre (Hannover) | Prusse (Preußen)                                      | Basse-Saxe, Brême (Land) et Hambourg                                             |
| Stettin | Stettin (aujourd'hui : Szczecin)                           | Regierungsbezirk                                                                             | 1808                    | 1945                                              | Poméranie (Pommern) | Prusse (Preußen)                                      | Mecklembourg-Poméranie-Occidentale et Pologne                                    |
| Stralsund                                                                                                   | Stralsund                                                  | Regierungsbezirk                                                                             | 1818                    | 1932                                              | Poméranie (Pommern) | Prusse (Preußen)                                      | Mecklembourg-Poméranie-Occidentale                                               |
| Trèves (Trier)                                                                                              | Trèves (Trier)                                             | Regierungsbezirk                                                                             | 1816                    | 1999                                              | Grand-duché du Bas-Rhin (Großherzogtum Niederrhein) Province de Rhénanie (Rheinprovinz)                                                      | Prusse (Preußen)                                      | Rhénanie-Palatinat et Sarre (land)                                               |
| Troppau | Troppau (aujourd'hui : Opava)                              | Regierungsbezirk                                                                             |                         |                                                   | | Sudètes (Sudetenland)                                 |                                                                                  |
| Varsovie (Warschau)                                                                                         | Varsovie (Warschau ; aujourd'hui : Warszawa)               | District (Distrikt)                                                                          |                         |                                                   | | Gouvernement général (Generalgouvernement)            |                                                                                  |
| Weser-Ems                                                                                                   | Oldenbourg-en-Oldenbourg (Oldenburg in Oldenburg)          | Regierungsbezirk                                                                             | 1978                    | 2004                                              | |                                                       | Basse-Saxe (Niedersachsen)                                                       |
| Wiesbaden                                                                                                   | Wiesbaden                                                  | Regierungsbezirk                                                                             | 1867                    | 1968                                              | Hesse-Nassau (Hessen-Nassau) Nassau | Prusse (Preußen)                                      | Hesse et Rhénanie-Palatinat                                                      |
| Zwickau | Zwickau                                                    | Regierungsbezirk                                                                             |                         |                                                   | | Saxe (Sachsen)                                        |                                                                                  |
| Bade-du-Nord (Nordbaden)                                                                                    |                                                            | Regierungsbezirk                                                                             |                         | 1952                                              | |                                                       | Bade-Wurtemberg (Baden-Württemberg)                                              |
| Wurtemberg-du-Nord (Nordwürttemberg)                                                                        |                                                            | Regierungsbezirk                                                                             | 1952                    |                                                   | |                                                       | Bade-Wurtemberg (Baden-Württemberg)                                              |
| Bade-du-Sud (Südbaden)                                                                                      |                                                            | Regierungsbezirk                                                                             | 1952                    |                                                   | |                                                       | Bade-Wurtemberg (Baden-Württemberg)                                              |
| Wurtemberg-du-Sud—Hohenzollern (Südwürttemberg-Hohenzollern)                                                |                                                            | Regierungsbezirk                                                                             | 1952                    |                                                   | |                                                       | Bade-Wurtemberg (Baden-Württemberg)                                              |
| Zichenau | Zichenau (aujourd'hui : Ciechanów)                         | Regierungsbezirk                                                                             |                         |                                                   | Prusse-Orientale (Ostpreußen) | Prusse (Preußen)                                      |                                                                                  |
| Dieburg | Dieburg                                                    | Regierungsbezirk                                                                             | 31 juillet 1848         | 12 mai 1852                                       | Starkenbourg (Starkenburg) | Grand-duché de Hesse (Hessen)                         | Hesse (Hessen)                                                                   |
| Erbach | Erbach                                                     | Regierungsbezirk                                                                             | 31 juillet 1848         | 12 mai 1852                                       | Starkenbourg (Starkenburg) | Grand-duché de Hesse (Hessen)                         | Hesse (Hessen)                                                                   |
| Heppenheim                                                                                                  | Heppenheim                                                 | Regierungsbezirk                                                                             | 31 juillet 1848         | 12 mai 1852                                       | Starkenbourg (Starkenburg) | Grand-duché de Hesse (Hessen)                         | Hesse (Hessen)                                                                   |
| Mayence (Mainz)                                                                                             | Mayence (Mainz)                                            | Regierungsbezirk                                                                             | 31 juillet 1848         | 12 mai 1852                                       | Hesse-Rhénane (Rheinhessen) | Grand-duché de Hesse (Hessen)                         | Hesse (Hessen)                                                                   |
| 'Worms' | Worms                                                      | Regierungsbezirk                                                                             | 1850                    | 12 mai 1852                                       | Hesse-Rhénane (Rheinhessen) | Grand-duché de Hesse (Hessen)                         | Hesse (Hessen)                                                                   |
| Alsfeld | Alsfeld                                                    | Regierungsbezirk                                                                             | 31 juillet 1848         | 12 mai 1852                                       | Haute-Hesse (Oberhessen) | Grand-duché de Hesse (Hessen)                         | Hesse                                                                            |
| Biedenkopf                                                                                                  | Biedenkopf                                                 | Regierungsbezirk                                                                             | 31 juillet 1848         | 12 mai 1852                                       | Haute-Hesse (Oberhessen) | Grand-duché de Hesse(Hessen)                          | Hesse                                                                            |
| Friedberg                                                                                                   | Friedberg                                                  | Regierungsbezirk                                                                             | 31 juillet 1848         | 12 mai 1852                                       | Haute-Hesse (Oberhessen) | Grand-duché de Hesse(Hessen)                          | Hesse                                                                            |
| Nidda | Nidda                                                      | Regierungsbezirk                                                                             | 31 juillet 1848         | 12 mai 1852                                       | Haute-Hesse (Oberhessen) | Grand-duché de Hesse (Hessen)                         | Hesse                                                                            |
| Danube (Donaukreis)                                                                                         | Ulm                                                        | Cercle (Kreis)                                                                               | 1er janvier 1818        | 1er avril 1924                                    | | Wurtemberg (Württemberg)                              |                                                                                  |
| Jagst (Jagstkreis)                                                                                          | Ludwigsburg                                                | Cercle (Kreis)                                                                               | 1er janvier 1818        | 1er avril 1924                                    | | Wurtemberg (Württemberg)                              |                                                                                  |
| Neckar (Neckarkreis)                                                                                        | Ellwangen                                                  | Cercle (Kreis)                                                                               | 1er janvier 1818        | 1er avril 1924                                    | | Wurtemberg (Württemberg)                              |                                                                                  |
| Forêt-Noire (Schwarzwaldkreis)                                                                              | Reutlingen                                                 | Cercle (Kreis)                                                                               | 1er janvier 1818        | 1er avril 1924                                    | | Wurtemberg (Württemberg)                              |                                                                                  |
| Altmühl (Altmühlkreis)                                                                                      | Eichstätt                                                  | Cercle (Kreis)                                                                               | 1808                    | 1810                                              | | Bavière (Bayern)                                      | Bavière                                                                          |
| Eisack (Eisackkreis)                                                                                        | Brixen                                                     | Cercle (Kreis)                                                                               | 1808                    | 1810                                              | | Bavière (Bayern)                                      | Italie et Autriche                                                               |
| Etsch (Etschkreis)                                                                                          | Trente (Trient ; aujourd'hui : Trento)                     | Cercle (Kreis)                                                                               | 1808                    | 1810                                              | | Bavière (Bayern)                                      | Italie                                                                           |
| Iller (Illerkreis)                                                                                          | Kempten                                                    | Cercle (Kreis)                                                                               | 1808                    | 1817                                              | | Bavière (Bayern)                                      | Bavière, Bade-Wurtemberg et Autriche                                             |
| Inn (Innkreis)                                                                                              | Innsbruck                                                  | Cercle (Kreis)                                                                               | 1808                    | 1814                                              | | Bavière (Bayern)                                      | Autriche                                                                         |
| Isar (Isarkreis)                                                                                            | Munich (München)                                           | Cercle (Kreis)                                                                               | 1808                    | 1837                                              | | Bavière (Bayern)                                      | Bavière                                                                          |
| Lech (Lechkreis)                                                                                            | Augsbourg (Augsburg)                                       | Cercle (Kreis)                                                                               | 1808                    | 1810                                              | | Bavière (Bayern)                                      | Bavière                                                                          |
| Main (Mainkreis)                                                                                            | Bamberg, puis Bayreuth                                     | Cercle (Kreis)                                                                               | 1808                    | 1837                                              | | Bavière (Bayern)                                      | Bavière                                                                          |
| Naab (Naabkreis)                                                                                            | Amberg                                                     | Cercle (Kreis)                                                                               | 1808                    | 1810                                              | | Bavière (Bayern)                                      | Bavière                                                                          |
| Haut-Danube (Oberdonaukreis)                                                                                | Ulm, puis Eichstätt, puis Augsbourg (Augsburg)             | Cercle (Kreis)                                                                               | 1808                    | 1837                                              | | Bavière (Bayern)                                      | Bavière et Bade-Wurtemberg                                                       |
| Pegnitz (Pegnitzkreis)                                                                                      | Nuremberg (Nürnberg)                                       | Cercle (Kreis)                                                                               | 1808                    | 1810                                              | | Bavière (Bayern)                                      | Bavière                                                                          |
| Regen (Regenkreis)                                                                                          | Straubing                                                  | Cercle (Kreis)                                                                               | 1808                    | 1837                                              | | Bavière (Bayern)                                      | Bavière                                                                          |
| Rezat (Rezatkreis)                                                                                          | Ansbach                                                    | Cercle (Kreis)                                                                               | 1808                    | 1837                                              | | Bavière (Bayern)                                      | Bavière                                                                          |
| Rhin (Rheinkreis)                                                                                           | Spire (Speyer)                                             | Cercle (Kreis)                                                                               | 1816                    | 1837                                              | | Bavière (Bayern)                                      | Rhénanie-Palatinat et Sarre (land)                                               |
| Salzach (Salzachkreis)                                                                                      | Burghausen                                                 | Cercle (Kreis)                                                                               | 1808                    | 1817                                              | | Bavière (Bayern)                                      | Bavière et Autriche                                                              |
| Bas-Danube (Unterdonaukreis)                                                                                | Passau                                                     | Cercle (Kreis)                                                                               | 1808                    | 1837                                              | | Bavière (Bayern)                                      | Bavière                                                                          |
| Bas-Main (Untermainkreis)                                                                                   | Wurzbourg (Würzburg)                                       | Cercle (Kreis)                                                                               | 1817                    | 1837                                              | | Bavière (Bayern)                                      | Bavière                                                                          |